# الوارو پورتیلا
الوارو پورتیلا (انگلیسی: Álvaro Portilla؛ زادهٔ ۲۸ آوریل ۱۹۸۶) بازیکن فوتبال اهل اسپانیا است.
از باشگاه‌هایی که در آن بازی کرده‌است می‌توان به باشگاه فوتبال فوئنلابرادا، باشگاه فوتبال آریس سالونیک، و باشگاه فوتبال اتلتیکو مادرید بی اشاره کرد.